# Ситатунга
Ситатунгата (Tragelaphus spekii) е африканска антилопа от трибата на Винторогите антилопи в състава на подсемейство Говеда, която се среща в блатата на Централна и Западна Африка. Името ситатунга идва от древен банту език в Родезия.
Зрелите мъжки ситатунга достигат на височина в холката до 125 cm и тегло до 120 kg. Тези антилопи са отлично приспособени за живот в блатисти местности – копитата им са дълги и много тесни, достигащи дължина до 10 cm, за да не затъват в тинята и гъстата им козина е водонепропусклива. Окраската на женските и младите мъжки е червеникава, като мъжките с възрастта стават сивкави до шоколадово кафяви с бяла ивица на гърба. И при двата пола тялото и лицето са изпъстрени с характерни бели петна и ивици. Само мъжките имат рога с една-една и половин извивка и дължина до 1 метър.
Ситатунгата обитава папирусови блата и е отличен плувец. Обикновено търси спасение от неприятели във водата и понякога се потапя изцяло, като само ноздрите ѝ остават над водата за да диша. Активна е както през деня, така и нощем. Мъжките са самостоятелни, а женските обикновено се събират на малки групи. Мъжките издават силни лаещи звуци.
Ситатунгата фигурира в Червения списък на световнозатрашените видове на IUCN като незастрашен вид.